# National League 2015-2016 (Inghilterra)
La National League 2015-2016, conosciuta anche con il nome di Vanarama National League per motivi di sponsorizzazione, è stata la 37ª edizione del campionato inglese di calcio di quinta divisione, nonché il 12º con il formato attuale.

## Squadre partecipanti
| Squadra                | Città             | Stadio                          | Stagione precedente                           |
| ---------------------- | ----------------- | ------------------------------- | --------------------------------------------- |
| Aldershot Town         | Aldershot         | Recreation Ground               | 18º posto in Conference League Premier        |
| Altrincham             | Altrincham        | Moss Lane                       | 17º posto in Conference League Premier        |
| Barrow                 | Barrow-in-Furness | Holker Street                   | 1º posto in Conference League North, promosso |
| Boreham Wood           | Borehamwood       | Meadow Park                     | 2º posto in Conference League South, promosso |
| Braintree Town         | Braintree         | Cressing Road                   | 14º posto in Conference League Premier        |
| Bromley                | Londra (Bromley)  | Hayes Lane                      | 1º posto in Conference League South, promosso |
| Cheltenham Town        | Cheltenham        | Whaddon Road                    | 23º posto in Football League Two, retrocesso  |
| Chester                | Chester           | Deva Stadium                    | 12º posto in Conference League Premier        |
| Dover Athletic         | Dover             | Crabble Athletic Ground         | 8º posto in Conference League Premier         |
| Eastleigh              | Eastleigh         | Ten Acres                       | 4º posto in Conference League Premier         |
| Forest Green Rovers    | Nailsworth        | The New Lawn                    | 5º posto in Conference League Premier         |
| Gateshead              | Gateshead         | Gateshead International Stadium | 10º posto in Conference League Premier        |
| Grimsby Town           | Grimsby           | Blundell Park                   | 3º posto in Conference League Premier         |
| Guiseley               | Guiseley          | Nethermoor Park                 | 5º posto in Conference League North, promosso |
| Halifax Town           | Halifax           | The Shay                        | 9º posto in Conference League Premier         |
| Kidderminster Harriers | Kidderminster     | Aggborough                      | 16º posto in Conference League Premier        |
| Lincoln City           | Lincoln           | Sincil Bank                     | 15º posto in Conference League Premier        |
| Macclesfield Town      | Macclesfield      | Moss Rose                       | 6º posto in Conference League Premier         |
| Southport              | Southport         | Haig Avenue                     | 19º posto in Conference League Premier        |
| Torquay United         | Torquay           | Plainmoor                       | 13º posto in Conference League Premier        |
| Tranmere Rovers        | Birkenhead        | Prenton Park                    | 24º posto in Football League Two, retrocesso  |
| Welling United         | Londra (Bexley)   | Park View Road                  | 20º posto in Conference League Premier        |
| Woking                 | Woking            | Kingfield Stadium               | 7º posto in Conference League Premier         |
| Wrexham                | Wrexham           | Racecourse Ground               | 11º posto in Conference League Premier        |

## Classifica finale
|  | Pos. | Squadra           | Pt  | G  | V  | N  | P  | GF | GS | DR  |
|  | ---- | ----------------- | --- | -- | -- | -- | -- | -- | -- | --- |
|  | 1.   | Cheltenham Town   | 101 | 46 | 30 | 11 | 5  | 87 | 30 | +57 |
|  | 2.   | Forest Green      | 89  | 46 | 26 | 11 | 9  | 69 | 42 | +27 |
|  | 3.   | Braintree Town    | 81  | 46 | 23 | 12 | 11 | 56 | 38 | +18 |
|  | 4.   | Grimsby Town      | 80  | 46 | 22 | 14 | 10 | 82 | 45 | +37 |
|  | 5.   | Dover Athletic    | 80  | 46 | 23 | 11 | 12 | 75 | 53 | +22 |
|  | 6.   | Tranmere          | 78  | 46 | 22 | 12 | 12 | 61 | 44 | +17 |
|  | 7.   | Eastleigh         | 75  | 46 | 21 | 12 | 13 | 64 | 53 | +11 |
|  | 8.   | Wrexham           | 69  | 46 | 20 | 9  | 17 | 71 | 56 | +15 |
|  | 9.   | Gateshead         | 67  | 46 | 19 | 10 | 17 | 59 | 70 | −11 |
|  | 10.  | Macclesfield Town | 66  | 46 | 19 | 9  | 18 | 60 | 48 | +12 |
|  | 11.  | Barrow            | 65  | 46 | 17 | 14 | 15 | 64 | 71 | −7  |
|  | 12.  | Woking            | 61  | 46 | 17 | 10 | 19 | 71 | 68 | +3  |
|  | 13.  | Lincoln City      | 61  | 46 | 16 | 13 | 17 | 69 | 68 | +1  |
|  | 14.  | Bromley           | 60  | 46 | 17 | 9  | 20 | 67 | 72 | −5  |
|  | 15.  | Aldershot Town    | 56  | 46 | 16 | 8  | 22 | 54 | 72 | −18 |
|  | 16.  | Southport         | 55  | 46 | 15 | 10 | 21 | 62 | 75 | −13 |
|  | 17.  | Chester           | 54  | 46 | 14 | 11 | 21 | 54 | 61 | −7  |
|  | 18.  | Torquay Utd       | 51  | 46 | 14 | 11 | 21 | 66 | 80 | −14 |
|  | 19.  | Boreham Wood      | 50  | 46 | 14 | 10 | 22 | 63 | 71 | −8  |
|  | 20.  | Guiseley          | 49  | 46 | 13 | 12 | 21 | 50 | 67 | −17 |
|  | 21.  | Halifax Town      | 48  | 46 | 12 | 12 | 22 | 55 | 82 | −27 |
|  | 22.  | Altrincham        | 44  | 46 | 10 | 14 | 22 | 48 | 73 | −25 |
|  | 23.  | Kidderminster     | 40  | 46 | 9  | 13 | 24 | 49 | 71 | −22 |
|  | 24.  | Welling Utd       | 35  | 46 | 8  | 11 | 27 | 35 | 73 | −38 |

Legenda:
      Promosso in EFL League Two 2016-2017.
  Ammesso ai play-off.
      Retrocesso in National League North 2016-2017.
      Retrocesso in National League South 2016-2017.
Regolamento:
Tre punti a vittoria, uno a pareggio, zero a sconfitta.
In caso di arrivo di due o più squadre a pari punti, la graduatoria viene stilata secondo i seguenti criteri:
- differenza reti
- maggior numero di gol segnati

## Spareggi

### Play-off

#### Tabellone
|  | Semifinali | Semifinali     | Semifinali | Semifinali | Semifinali |  |  | Finale | Finale       | Finale |  |
|  |            |                |            |            |            |  |  |        |              |        |  |
|  | 5          | Dover Athletic | 0          | 1          | 1          |  |  |        |              |        |  |
|  | 2          | Forest Green   | 1          | 1          | 2          |  |  | 2      | Forest Green | 1      |  |
|  | 4          | Grimsby Town   | 0          | 2          | 2          |  |  | 4      | Grimsby Town | 3      |  |
|  | 3          | Braintree Town | 1          | 0          | 1          |  |  |        |              |        |  |

#### Semifinali
|                     | Risultati |                     | Luogo      |
| ------------------- | --------- | ------------------- | ---------- |
| Dover Athletic      | 0-1       | Forest Green Rovers | Dover      |
| Forest Green Rovers | 1-1       | Forest Green Rovers | Nailsworth |
|                     |           |                     |            |
| Grimsby Town        | 0-1       | Braintree Town      | Grimsby    |
| Braintree Town      | 0-2 (dts) | Grimsby Town        | Braintree  |
|                     |           |                     |            |

#### Finale
|                     | Risultati |              | Luogo                    |
| ------------------- | --------- | ------------ | ------------------------ |
| Forest Green Rovers | 1-3       | Grimsby Town | Londra (Wembley Stadium) |
|                     |           |              |                          |

## Statistiche

### Individuali

#### Classifica marcatori
| Gol |  |  | Giocatore       | Squadra           |
| --- |  |  | --------------- | ----------------- |
| 30  |  |  | Pádraig Amond   | Grimsby Town      |
| 30  |  |  | Dan Holman      | Cheltenham Town   |
| 24  |  |  | Andy Cook       | Barrow            |
| 23  |  |  | Ross Hannah     | Chester           |
| 22  |  |  | Kristian Dennis | Macclesfield Town |
| 22  |  |  | Daniel Wright   | Cheltenham Town   |
| 20  |  |  | Moses Emmanuel  | Bromley           |
| 20  |  |  | Matt Rhead      | Lincoln City      |
| 20  |  |  | Ricky Miller    | Dover Athletic    |